# Enzo Cucchi
Enzo Cucchi (ur. 14 listopada 1949 w Morro d’Alba) – włoski malarz, rzeźbiarz i rysownik. Przedstawiciel włoskiej transawangardy.
W 1982 i 1987 brał udział w Documenta 7 i 8 w Kassel. W 1984 zaprojektował rzeźbę dla Bruglinger Park w Bazylei.